# 盛巌寺 (西尾市)
盛巌寺（せいがんじ）は、愛知県西尾市馬場町にある曹洞宗の寺院。山号は久昌山。大給松平家（宗家）の菩提寺である。

## 歴史

### 上州における創建

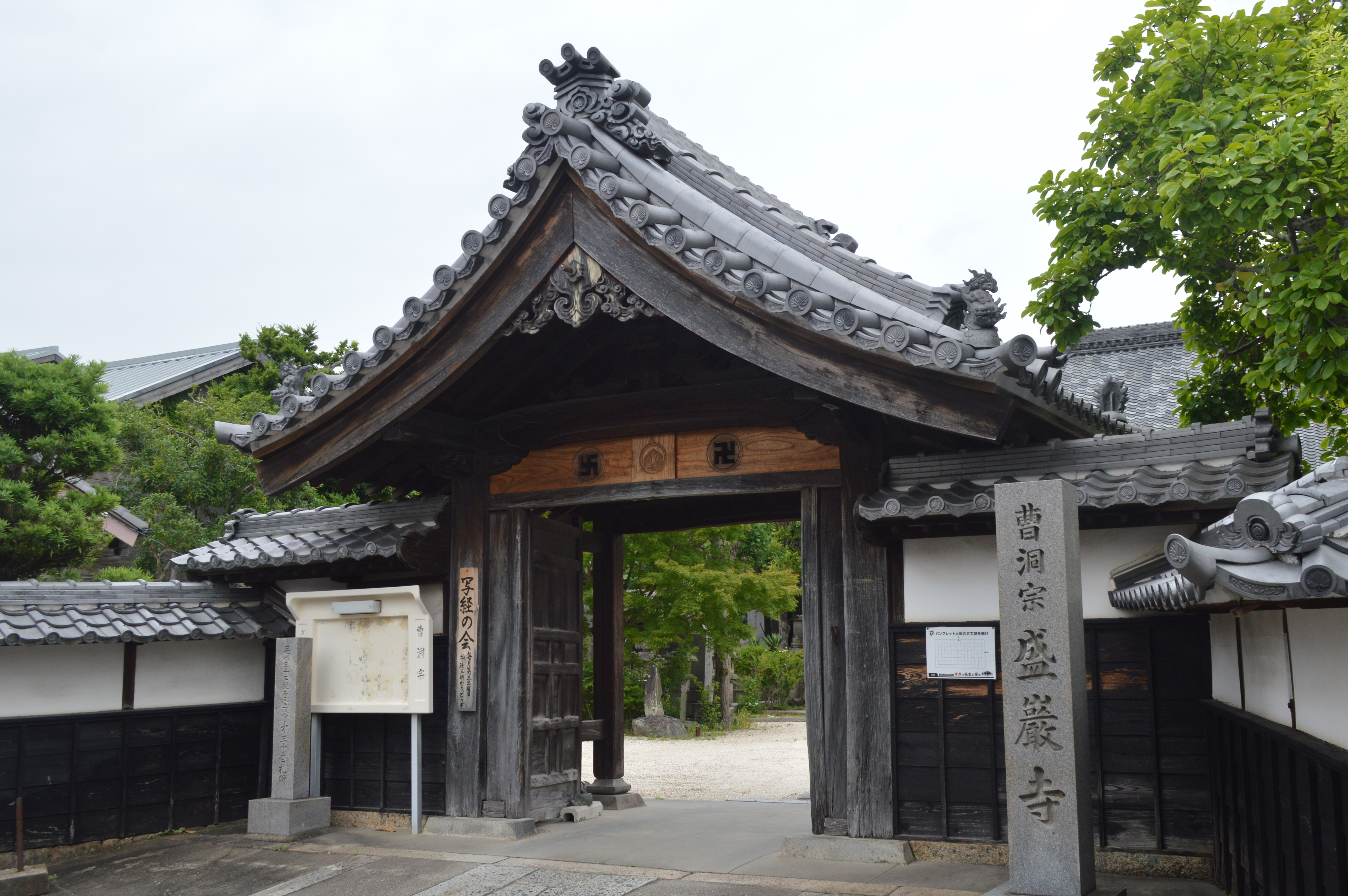
山門

天正18年（1590年）、大給松平家の松平家乗が上州那波に父祖の供養のために盛巌寺を開基し、当時、江戸浅草の橋場にあった総泉寺八世の雄山傳英を招いて開山し、盛巌寺に15石を与えた。大給松平家は、元来は浄土宗の龍巌寺（龍岩寺）という菩提寺があったが、家乗は曹洞宗にも敬仰し、祖先の冥福を祈るため盛巌寺を創建した。山号および寺号は、家乗の父松平真乗の法号「梅香院殿盛巌道翁大禅定門」、祖父松平親乗の戒名「空源院殿久浄昌大居士」に因んでいる。慶長2年（1597年）、雄山傳英は上州那波で遷化したため、玄室慈頓が二世となった。

### 岩村への移転
慶長6年（1601年）、家乗が美濃の岩村藩主に移封となったため、盛巌寺と龍巌寺(龍岩寺)も岩村城下に移された。玄室慈頓は、上州那波から来たものの、間もなく岩村で遷化したため、恵那郡大井村の長国寺から體巌雲恕を招き三世とした。これを體巌派と言う。家乗は盛厳寺に恵那郡阿木村の30石を寺領として附した。次に玄室慈頓の弟子の乾中元貞が四世となった。これを通元派と言う。
寛永15年（1638年）、大給松平家は2代藩主の松平乗寿の時に浜松藩へ転封となった。この時に、十五人扶持を岩村の盛巌寺に残し、乾中元貞は、三人扶持（後に五人扶持）を与えられて、浜松に新たに開創した盛巌寺に大給松平家歴代の位牌を携えて移った。そのため、「一山 両 盛巌寺と成」、岩村の盛巌寺は残った。そのため岐阜県恵那市岩村町にも盛厳寺がある。
その後、大給松平氏（宗家）は、館林藩、唐津藩、鳥羽藩、亀山藩、淀藩、佐倉藩、山形藩と転封したため、盛巌寺と龍巌寺（龍岩寺）は、そのたびに移転した。

### 西尾における創建

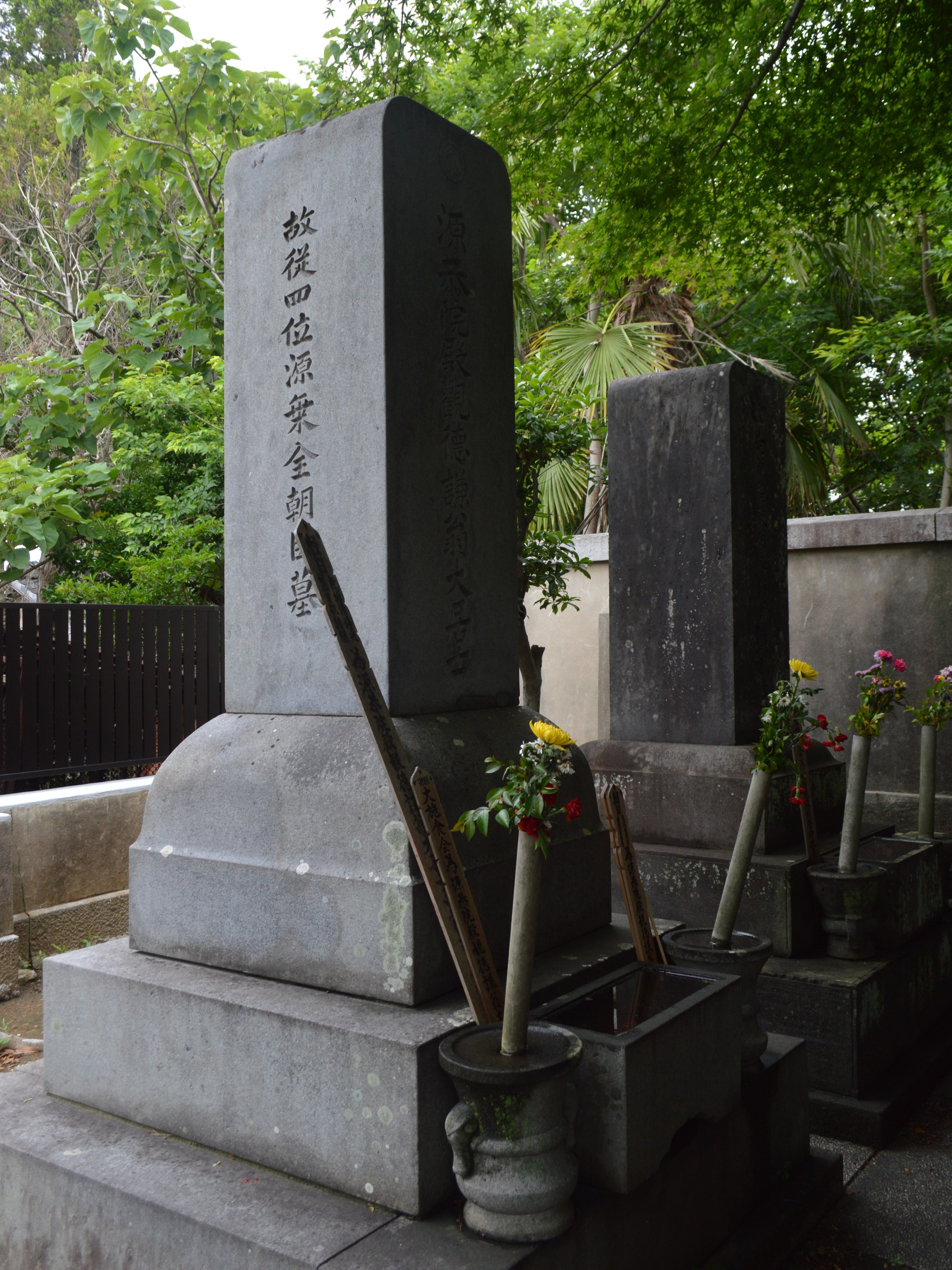
松平乗全の墓

明和元年（1764年）、大給松平家は山形藩から三河の西尾藩に移封したため、盛巌寺も西尾へ移されたが、7年間は在家で暮らした。明和7年（1771年）の夏に「旦家助力を借りず五間七間半の寺造立」。安永2年（1773年）、癸巳大旦君命あり、寺領名目 百石の格式となる。
大給松平氏（宗家）は、七代の乗寿は館林の善道寺に墓があるが、八代の乗久・九代の乗春・十代の乗邑・十一代の乗佑・十二代の乗完・十三代の乗寛の墓は、江戸の天徳寺にある。
弘化3年（1846年）の「西尾藩分限帳写」には、両寺について以下のとおりに記されている。
- 五人扶持 盛巌寺 龍岩寺無院の内 毎月兼帯供養米二俵 正五九月 大般若転読料六俵
- 高百石 竜岩院 当寺無住につき高 相渡さず

龍巌寺（龍岩寺）は、山形藩時代に既に無住となっていたので、大給松平家（宗家）歴代の位牌は、盛巌寺十一世の泰逢が、同じく無住であった山形における大給松平家（宗家）の祈願所の真言宗の吉祥院の聖天不動とともに西尾へ移ったが、その堂宇の建立は遂になされなかった。
従って盛巌寺が大給松平家（宗家）の菩提寺の事務を務めることとなり、明治3年（1870年）に西尾城で没した十四代の松平乗全（源恭院殿）の墓は盛巌寺に葬られた。

## 境内

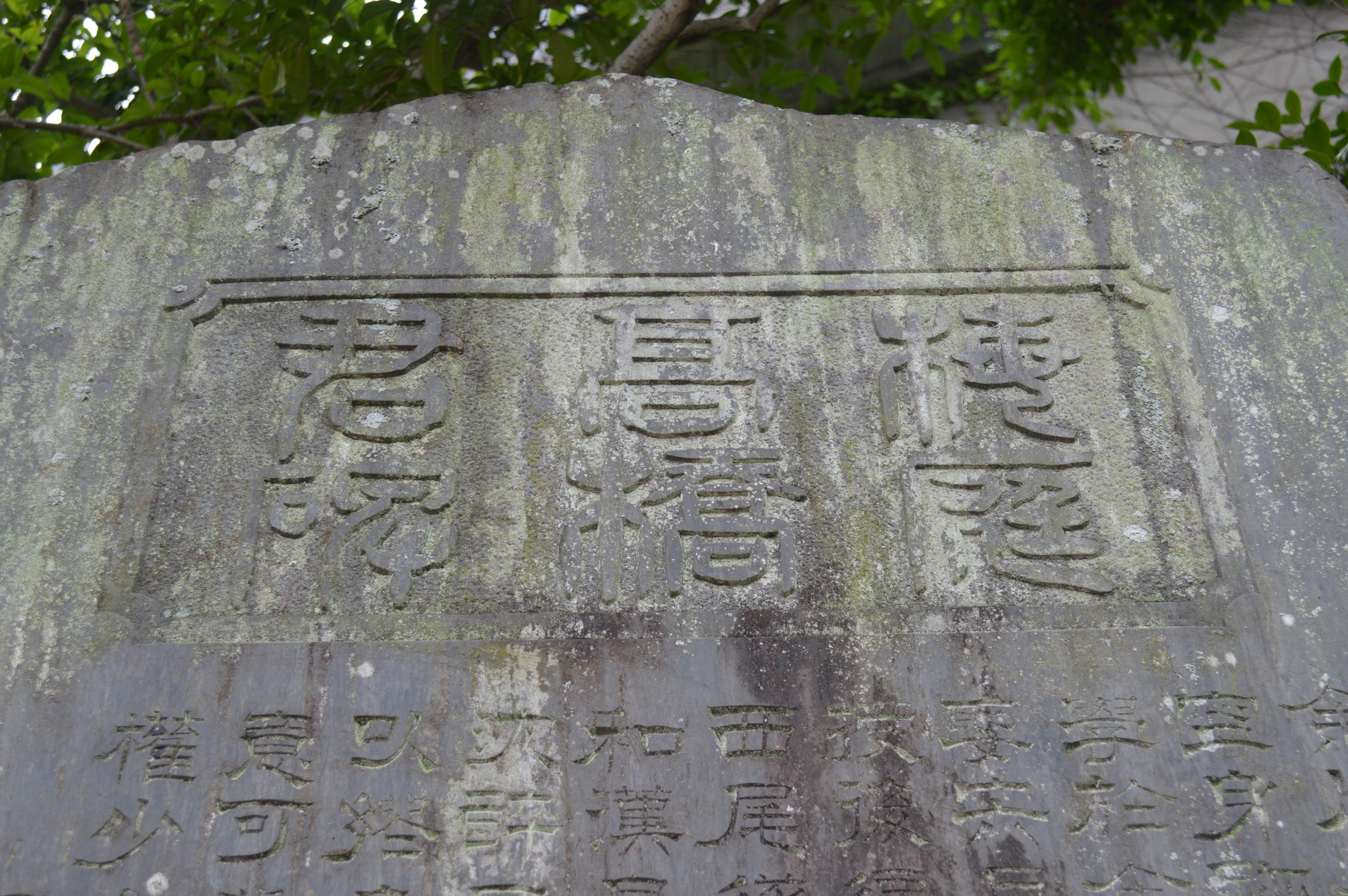
高橋瑞子顕彰碑

- 本堂 - 内部には大給松平家（宗家）の歴代の霊室がある。
- 山門
- 「梅庭高橋君碑」 - 1883年（明治16年）に建立された高橋瑞子の顕彰碑。

## 関連寺院
- 盛巌寺 (恵那市)